# ASMR

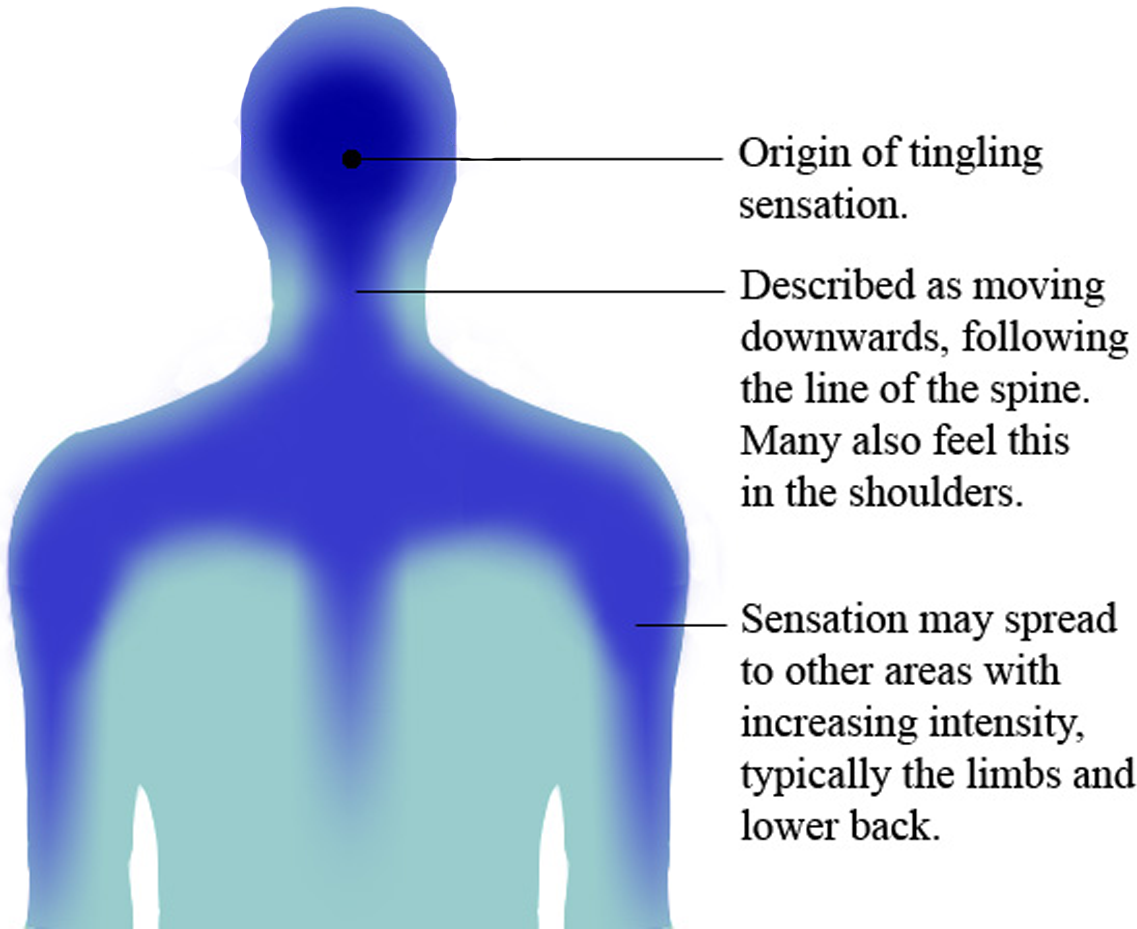
Minh họa sự tác động của ASMR: não bộ cảm nhận được sự kích thích, cảm giác râm ran đi từ vùng đầu xuống gáy rồi lan ra tứ chi

Phản ứng kích thích cảm giác tự động (Autonomous Sensory Meridian Response hay ASMR) là thuật ngữ chỉ cảm giác râm ran lan từ vùng đầu xuống gáy, sống lưng rồi đi khắp cơ thể và chân tay, có được khi nghe những âm thanh hay tiếng động nhất định. ASMR tạo ra cảm giác dễ chịu, thư giãn, một số trường hợp có thể giúp con người dễ đi vào giấc ngủ.
ASMR có thể xuất hiện khi nghe một số tiếng động như tiếng thì thầm, tiếng nước chảy, tiếng sột soạt khi xé bao bì hay tiếng nhai thức ăn v.v. Trên mạng xã hội YouTube hiện nay cũng có một trào lưu chuyên đăng tải các nội dung này, tính đến năm 2018, đã có khoảng 13 triệu video đã được đăng lên. Cảm giác này được cho là có khả năng giảm căng thẳng, khiến người thư giãn và tăng khả năng tập trung.